# Herbert Dutzler

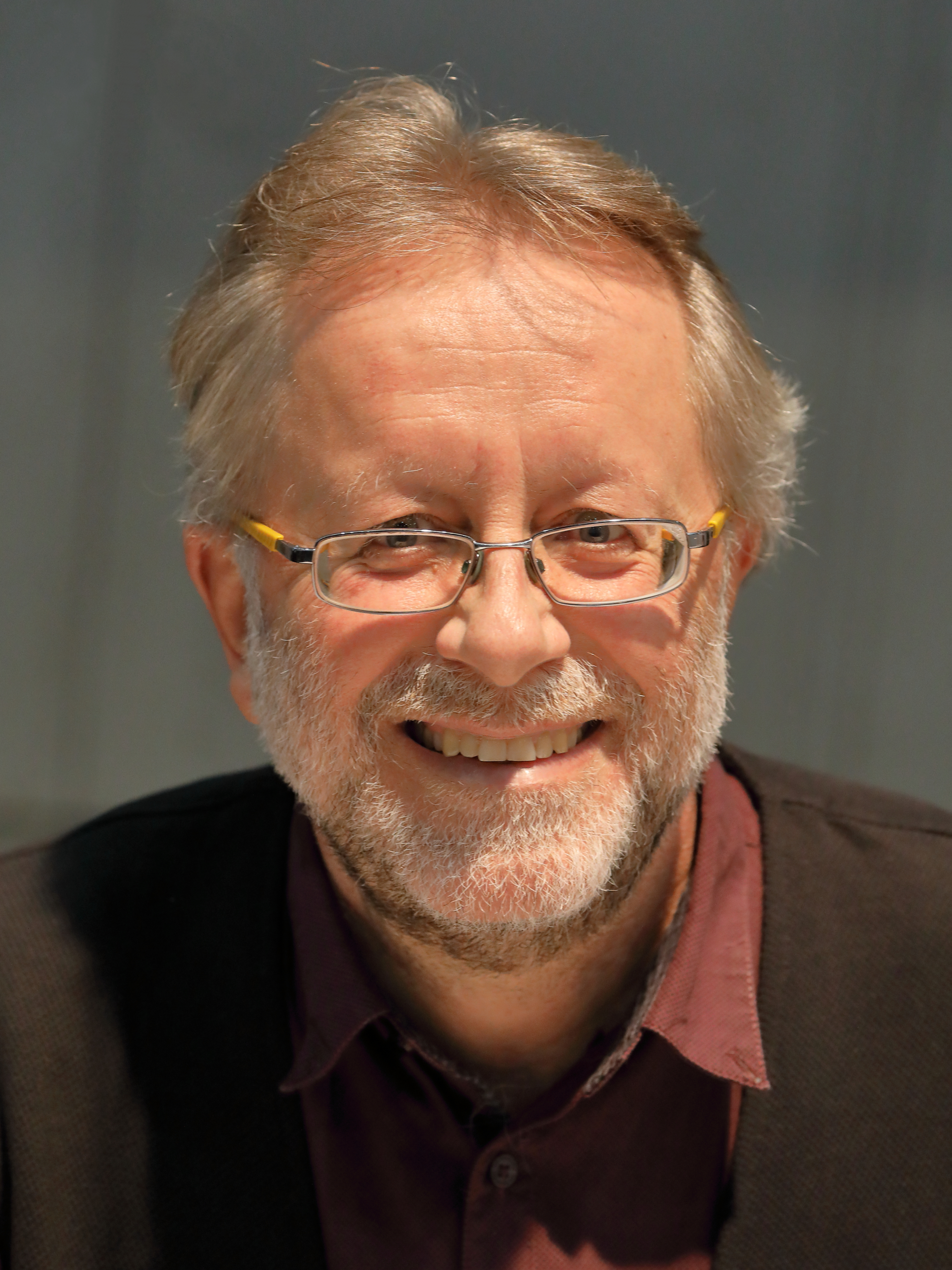
Herbert Dutzler auf der Buch Wien 2019.

Herbert Dutzler (* 1958 in Schwanenstadt, Oberösterreich) ist ein österreichischer Lehrer und Kriminalschriftsteller.

## Leben
Dutzler wuchs in Schwanenstadt und Bad Aussee auf und studierte Germanistik und Anglistik an der Universität Salzburg. Seine Diplomarbeit verfasste er zum neueren deutschen Kriminalroman der 1970er- und 1980er-Jahre. Er unterrichtet Deutsch und Englisch am
Bundesrealgymnasium Schloss Wagrain in Vöcklabruck und ist außerdem in der Lehrerbildung tätig.
Bekannt wurde Dutzler vor allem durch die Altausseer Regionalkrimis um den tollpatschigen Polizisten Franz Gasperlmaier und seine resolute Kollegin Renate Kohlross aus der Bezirkshauptstadt Liezen. Basierend auf dem Roman von Herbert Dutzler entstand 2019 unter der Regie von Julian Pölsler der Fernsehfilm Letzter Kirtag für ServusTV mit Cornelius Obonya als Franz Gasperlmaier, Lisa-Lena Tritscher als Dr. Renate Kohlross und Gerhard Ernst als Friedrich Kahlß. Im September 2020 starteten die Dreharbeiten zu Letzter Gipfel, der Verfilmung des zweiten Romanes aus der Reihe der Altaussee-Krimis. Ab September 2021 wurde Letzte Bootsfahrt mit Johannes Silberschneider als Dorfpolizist Franz Gasperlmaier verfilmt.
Auf der Buch Wien 2022 wurde er für die Reihe der Altaussee-Krimis gewürdigt, jeder der neun Titel wurde in Österreich mehr als 25.000 Mal verkauft und daher mit dem Platinbuch des Hauptverbandes des österreichischen Buchhandels ausgezeichnet.

## Werke (Auswahl)

### Belletristik
- Die Einsamkeit des Bösen, Kriminalroman, Haymon Verlag, Innsbruck 2016, ISBN 978-3-7099-7257-1
- Am Ende bist du still, Kriminalroman, Haymon Verlag, Innsbruck 2018, ISBN 978-3-7099-3418-0
- In der Schlinge des Hasses, Roman, Haymon Verlag, Innsbruck 2022, ISBN 978-3-7099-8102-3

Welt-Reihe
- Die Welt war eine Murmel, Roman, Haymon Verlag, Innsbruck 2020, ISBN 978-3-7099-8101-6
- Die Welt war voller Fragen, Roman, Haymon Verlag, Innsbruck 2023, ISBN 978-3-7099-8195-5
- Wenn die Welt nach Sommer riecht, Roman  Haymon Verlag, Innsbruck 2024, ISBN 978-3-7099-8214-3

Altaussee-Krimis
1. Letzter Kirtag. Ein Altausseekrimi. Haymon Verlag, Innsbruck 2011, ISBN 978-3-85218-870-6.
2. Letzter Gipfel. Ein Altaussee-Krimi. Haymon Verlag, Innsbruck 2012, ISBN 978-3-85218-916-1.
3. Letzte Bootsfahrt. Ein Altaussee-Krimi. Haymon Verlag, Innsbruck 2013, ISBN 978-3-85218-933-8.
4. Letzter Saibling. Ein Altaussee-Krimi. Haymon Verlag, Innsbruck 2014, ISBN 978-3-85218-969-7.
5. Letzter Applaus. Ein Altaussee-Krimi. Haymon Verlag, Innsbruck 2015, ISBN 978-3-7099-7820-7.
6. Letzter Fasching. Ein Altaussee-Krimi. Haymon Verlag, Innsbruck 2017, ISBN 978-3-7099-7873-3.
7. Letzter Stollen. Ein Altaussee-Krimi. Haymon Verlag, Innsbruck 2019, ISBN 978-3-7099-7910-5.
8. Letzter Jodler. Ein Altaussee-Krimi. Haymon Verlag, Innsbruck 2020, ISBN 978-3-7099-7915-0.
9. Letzter Knödel. Ein Altaussee-Krimi. Haymon Verlag, Innsbruck 2021, ISBN 978-3-7099-7933-4.
10. Letzter Tropfen. Ein Altaussee-Krimi. Haymon Verlag, Innsbruck 2023, ISBN 978-3-7099-7945-7.
11. Letztes Zuckerl. Ein Altaussee-Krimi. Haymon Verlag, Innsbruck 2024, ISBN 978-3-7099-7961-7.
12. Letztes Glückskeks. Ein Altaussee-Krimi. Haymon Verlag, Innsbruck 2025, ISBN 978-3-7099-7967-9.

Kurzkrimis
- Aus für Santa Claus. In: Wolfgang Mayer (Hrsg.): Aus für Santa Claus. Prämierte Kurzkrimis[7]. Verlag Federfrei, Marchtrenk 2009, ISBN 978-3-9502370-7-8, S. 7–38.
- Heute kommt Erwin. In: Erwin Weidinger und Jeff Maxian (Hrsg.): Mords-Zillertal. 14 Kriminalgeschichten. Gmeiner Verlag, Meßkirch 2012, ISBN 978-3-8392-1249-3, S. 186–200.
- Das mit dem Ferdi. In: Edith Kneifl (Hrsg.): Tatort Würstelstand. 13 Kriminalgeschichten aus Wien. Falter-Verlag, Wien 2013, ISBN 978-3-85439-491-4, S. 31–44.
- Wolfgangseer Advent. In: Erich Weidinger, Jeff Maxian (Hrsg.): Mords-Bescherung. Weihnachtskrimis aus den Alpen. Emons-Verlag, Köln 2012, ISBN 978-3-95451-034-4, S. 29–39.

### Sachbücher
- Materialien zum offenen Lernen. öbv, Wien 2001/03

1. Deutsch 5. Schulstufe. 2001.
2. Deutsch 6. Schulstufe. 2002.
3. Deutsch 7./8. Schulstufe. 2003.

## Auszeichnungen
- 2022: Österreichischer Krimipreis
- 2022: Neun Platinbücher des Hauptverbandes des österreichischen Buchhandels für die Altaussee-Krimis[6]